# Ichneumon faciens
Ichneumon faciens är en stekelart som beskrevs av Davis 1898. Ichneumon faciens ingår i släktet Ichneumon och familjen brokparasitsteklar. Inga underarter finns listade i Catalogue of Life.